# Фітотрон
Фітотрон — приміщення, камера чи їх комплекс, у яких штучно регулюються температура, освітлення, вологість та інші умови для вирощування рослин.
Фітотрони виробляли та відтворювали цілі комплекси багатьох змінних клімату. У перших фітотронах кожне окреме приміщення мало постійну унікальну температуру. Наприклад, австралійський фітотрон мав кімнати, що підтримували 9 °C, 12 °C, 16 °C, 20 °C, 23 °C, 26 °C, 30 °C, 34 °C. Оскільки деякі з найбільш ранніх експериментів з контрольованим середовищем показали, що рослини реагували по-різному на денну температуру і нічну температуру, перші експерименти спостерігали ефект (-и) зміни денної та нічної температури, коли експериментатори пересували свої рослини з більш високих на нижчі температури.[джерело?]
Фітотрони наступного покоління розширили діапазон змінних довкілля, а також ступені контролю над кожною змінною. Фітотрон у Стокгольмі пропонував кімнату, що контролювала вологість, та комп'ютер, а також кімнату з низькими температурами, яка розширила діапазон температур до -25 ° C для вивчення північних лісів. Після цього фітотронна технологія стиснула цілі середовища в менші шафи, які змогли встановити будь-яку бажану комбінацію умов навколишнього середовища, які застосовуються і сьогодні.[джерело?]